# キングレコード在籍アーティスト一覧
キングレコード在籍アーティスト一覧（キングレコードざいせきアーティストいちらん）では、キングレコード株式会社、および同社に販売委託をしている会社に在籍しているか、過去に在籍したことがあるアーティストの一覧を列挙する。

## キングレコード（メインレーベル）

### 演歌･歌謡曲部門
- 市川由紀乃（2000年にテイチクエンタテインメントから移籍、2002年から2006年まで活動休止）
- 岩本公水（1995年デビュー、2005年から2008年まで活動休止）
- 大月みやこ
- 藤原浩（2002年にソニーレコードから移籍）
- 鏡五郎
- 神野美伽（1999年にBMG JAPANから移籍。RVC - BMG時代の音源は原盤権を有する芸映を経由して提供）
- 角川博（1999年にBMG JAPANから移籍。RVC - BMG時代の音源は原盤権を有する芸映を経由して提供）
- 香田晋（2002年に東芝EMIから移籍、2012年引退）
- 島津悦子
- 千葉一夫
- トワ・エ・モワ(2010年より在籍)
- 中村美律子（東芝EMIから移籍）
- 西方裕之
- 西田敏行
- 原田悠里
- 真木柚布子
- 美咲じゅん子
- 水田竜子

2000年以降にデビューした演歌歌手
- 秋元順子（2005年7月）
- 池田輝郎（2007年4月）
- 井上由美子（2004年1月）
- 丘みどり（2016年7月、徳間ジャパンから移籍）
- 音羽しのぶ（2001年9月、創業70周年記念演歌歌手）
- 小村美貴（2005年3月、2011年5月より活動休止中）
- 椎名佐千子（2002年4月）
- 永井裕子（2000年6月）
- パク・ジュニョン（2012年 - ）
- 福田こうへい（民謡歌手として2009年11月、演歌歌手としては2012年10月にデビュー）
- ザ♂ベルカント5シンガーズ（2019年 - ）
- まつざき幸介（2006年6月、2008年2月に本名の松崎英樹より改名）
- 山本あき（2006年6月、創業75周年記念演歌歌手）

### J-POP部門
- 赤頬思春期（2019年 - ）
- Actwres girlZ（2018年 - ）
- abe gakk（2017年 - ）
- あべゆうじ（2019年 - ）
- 鮎川麻弥（1984年 - ）
- 板野友美（2012年、2016年 - ）（「You, Be Cool!」レーベルからメインレーベルに移動）
- INORAN（2007年 - ）
- 上野優華（2013年 - ）
- 植村花菜（2005年 - ）
- Ethereal Sin（2019年 - ）
- エルフリーデ（2019年 - ）
- 柏木由紀（2021年 - ）（エイベックスの個人レーベル「YukiRing」から移籍）
- 首振りDolls（2018年 - ）
- サイプレス上野とロベルト吉野（2018年 - ）
- 三角関係 feat.三浦拓也（2016年 - ）
- JESUS（2019年 - ）
- 地獄ヘルズ（2018年 - ）
- Jewel☆Neige（2019年 - ）
- 朱里-Syuri-（2014年、2018年 - ）
- SUPER BELL"Z（2012年 - ）
- 菅原広巳（2018年 - ）
- ST☆RISH（2011年 - ）
- THE SLUT BANKS（2016年 - ）
- 田村心（2019年 - ）
- DEZOLVE（2018年 - ）
- 寺内タケシ
- DREAMING MONSTER（2018年 - ）
- 虹のコンキスタドール
- 名渡山遼（2015年 - ）
- 成底ゆう子（2010年 - ）
- ニッチェ（2018年 - ）
- ≠ME（2021年 - ）（メジャーデビュー前はソニー・ミュージックレーベルズから配信限定楽曲等を発売していた。メジャーデビューからキングレコードに在籍。）
- #ババババンビ（2023年 - ）
- B2takes!（2019年 - ）（2019年よりKING AMUSEMENT CREATIVEに所属、2020年からはメインレーベルに移行）
- 藤田恵名（2016年 - ）
- Block B（2015年 - ）
- VOJA-tension（2016年 - ）
- 南里沙（2013年 - ）
- メトロノーム（2016年 - ）
- MOMOLAND（2018年 - ）
- Yuka & Chronoship（2018年 - ）
- 悠木子
- ユッコ・ミラー（2016年 - ）
- Rie a.k.a. Suzaku（2019年 - ）
- Little Black Dress（2024年 - ）
- Luminous（2019年 - ）
- rain（ピ）（日本での販売元がキングレコード）
- ROLLY（2002年、2015年 - ）
- LONDON BLUE（2018年 - ）

## サブレーベル

### KING AMUSEMENT CREATIVE
2016年2月1日付で旧第三クリエイティブ本部及び旧スターチャイルドレーベルを統合
- 蒼井翔太（2006年7月にSHOWTA.名義でキングレコード（メインレーベル）よりデビューしたが、かねてからの夢であったアニメソング歌手・声優への転向を志し2008年に活動休止。その後2013年6月に蒼井翔太としてb-green[1] より再デビュー。2016年3月1日付でKING AMUSEMENT CREATIVE所属としてキングレコードに復帰[2][3]）
- 愛美
- 上坂すみれ
- 内田雄馬
- 岡咲美保
- 椎名へきる
- 千葉翔也
- 七海ひろき（2019年にメインレーベルよりデビュー、2021年より所属）
- 林原めぐみ（2019年3月31日を持って専属所属からは外れた。ただし歌手活動を行う場合は引き続きKING AMUSEMENT CREATIVEから活動を行う[4]。）
- 保志総一朗
- 堀江由衣
- 前島亜美
- 水樹奈々
- 水瀬いのり
- 宮野真守
- ミス・モノクローム（PINE RECORDSから移動）

#### SONIC BLADE
KING AMUSEMENT CREATIVEでJ-POP系アーティストを主に扱うサブレーベル。KACおよび第二クリエイティブ本部からの業務の一部を移管して発足。
- angela
- カノエラナ
- saji
- Sou（元々はニコニコ動画を中心に活動していた男性歌い手、2023年より所属）
- 高橋洋子
- 森口博子（デビュー当時はキングレコード所属で、アニメ関連以外の楽曲が多くなった頃、レーベルをスターチャイルドからキングへ移行させた。その後ジェネオンエンタテインメント移籍したものの、現在はキングレコードに復帰している。）

### ベルウッド
- 芋月彩希
- 信保陽子
- フリーウェイハイハイ
- 米倉千尋
- 森川美穂

### 王様ロック
旧：ネクサスレーベル。
- 陰陽座
- KENSO
- NoGoD
- Mardelas

### KING JAZZ&CLASSICS
ジャズとクラシックの専門レーベル。旧:エレクトリック・バード
- 増尾好秋
- 本多俊之
- 森園勝敏
- TRIX
- 神保彰
- 99.99 （フォーナイン）

### You, Be Cool!
- STU48

### EVIL LINE RECORDS
読み方は「イーブルラインレコード」。
- あおぎり高校
- イヤホンズ
- カリスマ（超人的シェアハウスストーリー『カリスマ』 ）
- 月蝕會議
- サイプレス上野とロベルト吉野
- TeddyLoid
- 特撮（レーベル発足時にスターチャイルドから移籍）
- ドレスコーズ
- ヒプノシスマイク -Division Rap Battle-（男性声優によるラップソングプロジェクト）
- Bimi
- ももいろクローバーZ（レーベル発足時にスターチャイルドから移籍）
- LumiUnion（旧 浪江女子発組合）

### HEROIC LINE
EVIL LINE RECORDSの兄弟レーベル。読み方は「ヒロイックライン」。
- INF
- 小林私
- XinU
- 高岩遼

### すく♪いく
- 大友剛
- 小沢かづと
- 菊地ヒロユキ
- きよこ
- クリステル・チアリ
- ケロポンズ
- 坂入姉妹
- 坂田おさむ
- 佐藤弘道
- サトシン
- 清水玲子
- 新沢としひこ
- 鈴木翼
- 谷口國博
- 東京ハイジ
- 長久友紀
- にゃんたぶぅ
  - 和田琢磨、並木のり子、森田桂介
- 長谷川義史
- 福田りゅうぞう
- 藤本ともひこ
- 村方乃々佳
- Luna Luna
- ロケットくれよん
- ROCO
- 井出まさお

## 現在のキングレコード販売委託分

### コナミデジタルエンタテインメント・マルチメディアカンパニー
- bullet-7

### ソルブレイド/Three Fat Samurai
- luce

### ファイブズエンタテインメント
- 五木ひろし
- テツandトモ（「哲智」のアーティストネームで2005年7月21日にCDデビュー）

### フリーボード
- 安倍里葎子
- 柏原芳恵
- 日野美歌
- 松乃こずえ（2008年6月）

### MID ISLAND RECORDS
- 中野サユリ

## 過去のキングレコード販売委託分
- ランティス（メインレーベル、現・バンダイナムコアーツ ランティスレーベル） - 2009年3月まで。
- ドリーミュージック - 2010年まで。
  - ティー ワイ エンタテインメント（旧：NECアベニュー/インターチャネル音楽事業部門/インデックスミュージック。現：ドリーミュージックパブリッシング・FEEL MEEレーベル） - 2013年4月まで
- アップフロントワークス（ピッコロタウン、ライスミュージック、ヘッドディスレーベル） - 2013年8月まで。
  - アップフロントワークス・FRAMEレーベル - 2012年9月まで。

## 過去に在籍していたアーティスト

### あ行
- EARTHSHAKER（→東芝EMI→アップフロントワークス・ゼティマへ移籍）
- アキシブproject（2018年 - 2019年、→自社レーベルのアキシブprojectへ移籍）
- 麻倉未稀
- 麻田マモル
- 浅野真澄（ソロとしてミニアルバムを一度リリースしたが、その後Aice5結成前の2005年8月24日に、コロムビアからアルバムをリリースして以来、ソロ作品を出さずに契約終了）
- 芦野宏
- 梓みちよ（移籍[7]）
- 天晴れ!原宿（2019年 - 2020年、2019年よりKING AMUSEMENT CREATIVE、2020年にメインレーベルに移行、→自社レーベルのAppare! RECORDSへ移籍）
- あぶらだこ（徳間ジャパンより移籍。ミディ→Pヴァイン・レコードへ移籍）
- 天月-あまつき-（2014年 - 2018年）（→ユニバーサルミュージックへ移籍）
- 新井薫子
- 新井正人（3代目オメガトライブのボーカル。その後はソロで活動。）
- 有安杏果
- ANTHEM（再結成後→ビクターエンタテインメントへ移籍。後のアニメタル・坂本英三が在籍した。）
- 秋月ひかり（2001年に引退）
- eastern youth（自主レーベル「裸足の音楽社」所属。メジャーレーベルはバップへ移籍）
- 池田貴族
- 池田鴻
- 石井好子
- 泉彩世子（ドリームボーカルオーディション Dream Vocalist loved by with賞）
- 伊勢功一
- 伊東ゆかり（移籍[7]）
- 井上大輔/井上忠夫（→ジャパンレコード→CBSソニー→ファンハウス。ブルーコメッツ時代の曲のセルフカヴァーアルバムをキング時代に発売。ラッツ&スターなどにも楽曲提供していた。2000年5月死去）
- 今井優子
- 犬神サーカス団
- 岩井小百合
- VIENNA（1989年に解散。再編時はインディーズ）
- 鵜島仁文（見良津健雄らと共に米倉千尋をプロデュース。現在は自身のレコード会社「コーモランツアイランドレコーズ」で活動。2022年8月死去）
- 嘘とカメレオン（2022年に活動休止）
- 内田有紀
- 梅沢富美男（→ポリスターへ移籍。その後の歌手としての活動は断続的）
- AKB48（2008年 - 2022年）
- every♥ing!
- 江利チエミ
- 遠藤ミチロウ（→インディーズ→アルファレコード→インディーズ）
- 太田幸希（休業→インディーズ）
- 大塚愛（演歌歌手　1曲CDを出すがその後は消息不明）
- 大橋利恵（→avexにも在籍？）
- 大山修司（エアーズにも在籍?）
- オールウェイズ（→東芝EMIへ移籍・現在は事実上活動停止中）
- 岡晴夫
- 小倉唯（→日本コロムビアへ移籍）
- 小畑実
- orange pekoe（2013年 - 2014年）

### か・さ行
- 鹿島ひろ美（元・Gパン娘で、旧・渡辺ひろ美、2006年2月にソルブレイド(販売はEMIミュージック・ジャパン)に移籍後、2008年に活動休止）
- 春日八郎
- カスタマイZ（解散）
- かなでももこ（→マッシュアップエンターテインメントに移籍）
- 紙ふうせん（CBSソニーから移籍→West Wing Records→Folk Friendship Association(インディーズ)）
- 川添智久（渡瀬マキを中心としたLINDBERGをプロデュース）
- 川島なお美（キャニオン・レコード→東芝EMI→キング。2015年9月に胆管癌で死去）
- カンケ
- 喜多村英梨（→トムス・ミュージックに移籍）
- キノコホテル
- 木の実ナナ
- 岸洋子（シャンソン歌手で「日本のエディット・ピアフ」と呼ばれた）
- KIX-S（解散[7]）
- CUBERS（インディーズ→2019年より所属→2024年3月を以って解散）
- 空想委員会（2014年 - 2019年に第1次体制が終了したものの、2021年に活動を再開するも2023年メンバーの脱退や死去に伴い再度解散）
- 熊木杏里
- 清竜人（2018年にトイズファクトリーから移籍→2020年エピックレコードジャパンへ移籍）
- CLIFF EDGE（CROWN VenuSに移籍）
- クールス
- 舘ひろし（→BMG JAPAN）
- 倉田まり子（芸能界引退後、キャリアカウンセラー・坪田まり子として活動）
- 黒木真由美
- KEN（→EXTACY RECORDS→SPEEDSTAR RECORDS）
- 小出広美
- 高英男
- 國府田マリ子（2009年にユニバーサルミュージックからミニアルバムをリリース）
- 小金沢昇司（演歌歌手・北島三郎の門下生、1997年にビクターエンタテインメントから移籍。2024年在籍中に死去）
- 小林啓子
- 小松未可子（2016年7月にトイズファクトリーへ移籍）
- コレサワ（→日本コロムビアへ移籍）
- 西城秀樹（BMG JAPAN(RCAレーベル、日本ビクター→ビクター音楽産業 → RVC時代を含む。一時期ビーイング系のBMGルームスに在籍)→キング→NAYUTAWAVE RECORDS。2018年5月死去。）
- 佐藤ひろ美（→b-fairlyレコードへ移籍）
- 榊原ゆい（→5pb.Recordsへ移籍）
- さとう宗幸（全国デビュー後も宮城県を拠点に活動中）
- サブラベルズ（1987年に解散）
- 沢田聖子（クリスタルバードレーベル・KMWレーベル）（日本クラウン→フィリップス → 東芝EMI → キング→古巣クラウンに復帰 → SMC(所属事務所のインディーズレーベル)）
- Sound Horizon（→ポニーキャニオンへ移籍）
- 椎名恵（TDKコア時代の音源も移籍）
- GFRIEND（2018年 - 2021年、解散）
- 塩ノ谷早耶香（ドリームボーカルオーディション Dream Vocalist loved by ViVi賞）
- 篠ひろ子
- 嶋大輔
- 嶋三喜夫（演歌歌手・三橋美智也の門下生、現在は島田あきおとして地方で活動）
- 白鳥英美子（クリスタルバードレーベル）（→ファンハウス→ユニバーサルミュージック→アミューズソフトエンタテインメント）
- SHY（2003年 - 2004年）
- じゃんけん民
- じゅん&ネネ（解散→再結成[7]）
- ショコラータ（解散）
- スピニッヂ・パワー（氷室京介、織田哲郎らが所属）
- ZEN THE HOLLYWOOD（所属事務所移籍に伴い、興行をTBSラジオに移管）

### た・な行
- ダイダラボッチ
- たいらいさお
- ダークダックス
- 高橋幸宏（SEVEN SEESレーベル）（→アルファレコード→キャニオンレコード→東芝EMI→アゲントコンシピオ。2023年1月死去）
- 田中ロウマ（ドワンゴ・ミュージックエンタテインメントへ移籍）
- 田村ゆかり
- 立川談志
- 千葉真一
- 千葉紘子[7]
- Dual Dream （→インディーズレーベルAngel Ark Record Inc.に移籍、2006年3月New Album 「Awakenings」を発売→インディーズ活動を経て活動休止）
- TWO-MIX（KMWレーベル）（→ ワーナーミュージック・ジャパン → 所属事務所のインディーズレーベルBPM NEXT → J・A・W・S RECORDS（II MIX⊿DELTA名義）→インディーズレーベルShiinaTactix-Music）
- 塚田三喜夫
- 辻佳紀
- つボイノリオ（テイチク→エレックレコード→CBSソニー→キングレコード→東芝EMI→自主制作）
- 津村謙
- Dezille Brothers（2011年）
- 手塚さとみ（→フォーライフ・レコード）
- 寺内タケシとバニーズ（SEVEN SEESレーベル）
- テラ・ローザ（1992年に解散）
- 徳永愛（2007年に歌手活動休止）
- 徳永英明（KMWレーベル）（バンダイミュージックから移籍、現在はユニバーサルシグマに所属）
- 敏いとうとハッピー&ブルー
- 豊嶋真千子（→ケイエスエス・レコード事業部（ソフトガレージほか協力）、元1314 V-stationの主力メンバーでもあった。ただし、現在は、知人の内藤寛らがチュンソフトより独立し、名古屋市内某所に設立した会社であるクライマックス公式サイトでのインターネットラジオほかで活動中）
- なあ坊豆腐@那奈
- 中条きよし（キャニオン→テイチク→RVC→ポリドール→キング→バンダイミュージック→徳間ジャパンコミュニケーションズガウス制作室）
- 中坪健
- 中原美紗緒
- 中山美穂（2024年在籍中に死去）
- 中村晃子（テイチクへ移籍。現在は歌手としての活動を休止）
- 中村舞子（→Knife Edgeへ移籍）
- 夏木マリ（→CBSソニー→徳間ジャパンコミュニケーションズ）
- 西脇唯（KMWレーベル）（→ワーナーミュージック・ジャパン→現在はフリーで活動中）
- 新田純一
- ニューエスト・モデル
- NO NAME
- NOVELA（1986年に解散）

### は・ま・や・ら行
- バーブ佐竹（→日本コロムビア→CBS・ソニーを経てキングレコードに復帰）
- 吉田矢健治
- 倍賞千恵子（→ソニーレコード → 徳間ジャパンコミュニケーションズ）
- パティ・フィンク（パティ） （→東芝EMIへ移籍）
- はっぴいえんど（1972年に解散）
- ハナ肇とクレージーキャッツ（もともと東芝音楽工業に在籍一キングレコードに移籍し、1年ほどでまた東芝音楽工業に移籍した[7]）
- 林伊佐緒（1995年死去）
- ザ・ピーナッツ（引退[7]）
- Biedronka（2012年）
- 樋浦一帆
- 美狂乱（→インディーズ→Lantisへ移籍）
- PiXMiX（→TOHO ENTERTAINMENT RECORDSへ移籍）
- 日之内エミ（→EXIT LINEへ移籍）
- the pillows（→tearbridge production）
- 平尾昌章（2017年7月死去）
- ビリー・バンバン（→コロムビア）
- ひろえ純（引退）
- ピンキーとキラーズ
- faith（2009年以降活動停止中）
- フォーシーズン
- 藤田奈那
- 布施明（移籍[7]）
- 二葉百合子（2011年引退）
- PRESENCE（1989年に解散）
- bloodthirsty butchers（2013年11月14日、吉村秀樹の逝去により活動終了）
- ベイビー・ブラザーズ（後にフィンガー5に改称してキングレコードから日本フォノグラム(フィリップス)を経てポリドールに移籍したのち、解散）
- ペギー葉山（2017年在籍中に死去）
- ベッド・イン
- ボニージャックス
- 堀光一路
- 本多俊之（フュージョンや映画音楽で活躍）
- 真依子（2005年 - 2015年）
- 前田敦子
- 増尾好秋（ジャズギタリスト。主にフュージョンで活躍）
- 松本千夏
- 摩天楼オペラ（2010年 - 2020年）
- 丸山圭子（1976年 - 1978年）（エレックレコード→キングレコード→ビクター音楽産業→トーラスレコード、復帰後プライエイド→ポニーキャニオン→SPACE SHOWER MUSIC）
- マンハッタン・ジャズ・クインテット（キングレコードの発案により結成されたアメリカのジャズ・バンド。後にビデオアーツ・ミュージックに移籍）
- MiNo（2012年）
- 三橋美智也（シングル『いいじゃありませんか／みんな達者でね』のみアニメ関連楽曲のためスターチャイルドから発売）
- 三原じゅん子
- 武蔵野タンポポ団
- 森昌子
- 八木さおり
- やしきたかじん（1983年にビクターエンタテインメントに移籍。1992年にポリスターに移籍。その後ビクターエンタテインメントに再移籍）
- 山内恵美子（→ビクターへ移籍、引退）
- 山瀬まみ（→ソニーレコード、現在はバラドルとして活動中）
- 山本真介
- 横浜銀蝿（ビクターレコード→シルバーレコード、メンバーのうち浅沼正人はキングレコードに社員として在職。2014年現在執行役員）
- lyrical school
- Lynch.（2021年に活動休止）
- READY TO KISS（2017年 - 2019年、→Prime Minister Recordsへ移籍）
- LADYBABY（2016年 - 2018年）
- 六文銭（1972年に解散）
- ROmantic Mode （KMWレーベル）（→ 東芝EMI）
  - 麻倉晶（現: 麻倉あきら） （→バンダイ・ミュージックエンタテインメント→徳間ジャパンコミュニケーションズ→Letty-r）
  - 鈴川真樹（現:MASAKI）（→ 現在はプロデュース活動中）
  - ジョー・リノイエ （→ トイズファクトリー。現在はプロデュース活動やアーティストのボイストレーナーとして活動）

### SONIC BLADE
- CUBERS（2024年3月31日に解散）

### スターチャイルド
- UNSCANDAL（→『堀江由衣 with UNSCANDAL』としての活動が中心だったが、それ以降はスターチャイルド関連動向なしでインディーズに戻った模様）
- 岡崎律子（2004年死去。）
- 奥井雅美（個人事務所を独立開業、同時にジェネオンに移籍。evolutionレーベルも立ち上げる）
- 小倉優子（→スターチャイルド内公式サイトの日記を2007年1月に更新して以来、スターチャイルド関連の活動が凍結し、そのまま契約終了となった）
- can/goo（2006年活動休止。翌年に活動再開。その後はインディーズで活動中）
- COACH☆（→解散）
- 小森まなみ（→2005年7月にインターチャネル（インデックス・ミュージック）に移籍）
- シスター・プリンセス（→特定作品限定）
桑谷夏子、望月久代、小林由美子、堀江由衣、千葉千恵巳、柚木涼香、横手久美子、神崎ちろ、川澄綾子、かかずゆみ、半場友恵、水樹奈々
- DROPS（→事実上の解散）
國府田マリ子、金田朋子、神田朱未、野中藍、白石涼子
- 長澤奈央（→エイベックスへ移籍）
- nana×nana（→特定作品限定）
水樹奈々、桃森すもも、中原麻衣、名塚佳織、福井裕佳梨、秋田まどか、浅木舞
- パステル（→期間限定）
加藤奈々絵、こやまきみこ、清水愛、今野宏美、白石涼子、日永田麻衣、増山鈴乃音
- 普天間かおり（本間かおり時代にスターチャイルドに所属、現在はインディーズを経てTAKUMI NOTEに在籍）
- Friends（→期間限定）
小林ゆう、下田麻美、MAKO、明坂聡美、本多陽子、阿澄佳奈
- Prits（→事実上の解散）
桑谷夏子、望月久代、小林由美子、水樹奈々
- Bottle fairy（→特定作品限定）
水樹奈々、名塚佳織、堀江由衣、野中藍
- r.o.r/s（→解散）
- TAMAGO（→関連番組降板以来ほとんど活動なし）
門脇舞、福圓美里
- やまとなでしこ（→活動休止中、ただし2024年のKING SUPER LIVE開催に伴いCD再生産）
田村ゆかり、堀江由衣
- eufonius（→最近はランティスなどからのリリース多し）
- 神田朱未（→ソロとしては、ベストアルバムのリリース以外なし）
- 浦壁多恵
- ゆかな
- 野中藍（→ソロとしては、近年一切リリースがなく、スターチャイルド提供のラジオ番組に出演していたが2015年3月で終了、公式サイトのブログは更新終了済）
- Neko Jump
- 白石涼子（→近年一切リリースがなく、公式サイトも永らく更新されていない。定期的にライブ活動を行っているもののスターチャイルドはイベント制作に直接関与していない）
- Team.ねこかん[猫]
- やくしまるえつこ

メインレーベルへ異動
- 森口博子

メインレーベル（演歌・歌謡曲部門、J-POP部門）からのレンタル
- 三橋美智也（シングル『いいじゃありませんか／みんな達者でね』のみ）
- 山瀬まみ（アニメ関連の楽曲のみ）

### 低音ELECTRIC
- 今沢カゲロウ（インディーズでのリリースに移行）
- TETSUJINO（櫻井哲夫・日野賢二）（事実上の活動終了）

### STANDING THERE, ROCKS
- 小林太郎（→2016年に日本コロムビアに移籍）
- Drop's（→2018年にベルウッドのROCKBELL recordsレーベルに移籍）
- モーモールルギャバン（→2018年にベルウッドのROCKBELL recordsレーベルに移籍）

### EVIL LINE RECORDS（過去）
- Aice5（2005年 - 2007年にスターチャイルドに所属していたが解散、2015年に再結成）
- 宇宙人（2014年12月に解散）
- ODDLORE
- 清竜人
- 後藤まりこ
- どついたるねん
- FNCY
- B.O.L.T（ロッカジャポニカの3人に新メンバー2人を加えた新グループとして2019年7月15日に結成、2023年4月15日に解散）
- MEG
- ロッカジャポニカ（2019年4月29日に活動終了）

### Venus-B
- LGYankees
- クレンチ&ブリスタ
- GIO
- Sweet Licious
- SO-TA
- Noa
- PURPLE REVEL
- MAY'S
- jyA-Me
- Lily.

### PINE RECORDS
KING AMUSEMENT CREATIVEのバーチャルキャラクター専門サブレーベル。
- 音楽少女（公式ホームページのアーティスト一覧に掲載されていないため自然消滅）
  - H☆E☆S

### SUGIレーベル
- すぎやまこういち（2021年9月30日死去）

### サイトロンディスク
2006年にハピネットに事業譲渡され事実上解散（現在のハピネット・音楽企画部）。
- 麻績村まゆ子
- KAORI（→5pb.に移籍）
- 志倉千代丸（→2005年4月に5pb社長就任に伴い移籍）
- tiaraway（→2005年3月解散）
- teddy milk（→関連番組終了とともに解散）
- 村田あゆみ（→インターチャネルに移籍）

### ソルブレイド/Three Fat Samurai
- Little Non（→ランティスMellowHeadレーベルに移籍）

### 痛快レコード
- スムルース（ヤマハミュージックコミュニケーションズへ移籍）

### ネクサス
- LIGHT BRINGER（2014年12月に無期限活動休止）

### PS MUSIC
2009年にPS COMPANYとキングレコードの契約が満了
- Alice Nine（徳間ジャパンコミュニケーションズへ移籍）
- the GazettE（ソニー・ミュージックレコーズへ移籍）
- Kra（クラウン徳間ミュージック販売によるインディーズ流通）
- Kagrra,（クラウン徳間ミュージック販売によるインディーズ流通）